# Aerobryopsis horrida
Aerobryopsis horrida är en bladmossart som beskrevs av Noguchi 1948. Aerobryopsis horrida ingår i släktet Aerobryopsis, klassen egentliga bladmossor, divisionen bladmossor och riket växter. Inga underarter finns listade i Catalogue of Life.